# Залівський Андрій Іванович
Андрій Іванович Залівський (нар. 19 серпня 1977) — український громадський та політичний діяч, міський голова Шептицького, очільник Червоноградської міської територіальної громади Львівської області.

## Освіта
З відзнакою закінчив Волинський національний університет імені Лесі Українки, за спеціальністю — викладач історії.
Також навчався у Львівському регіональному інституті державного управління Національної академії державного управління при Президентові України.

## Кар'єра і політична діяльність
1999—2004 рр. — вчитель історії у ЗОШ № 4 м. Червонограда.
2005—2008 рр. — Червоноградська міська рада, начальник відділу.
У 2005 і 2008 р. був на стажуванні у Польщі. У 2008 році — на стажуванні у м. Вашингтоні та м. Літтл-Рок (США).
2008—2010 рр. — директор Вищого професійного училища № 11 м. Червонограда. 2011—2014 рр. — Червоноградська міська рада, заступник міського голови з питань діяльності виконавчих органів ради.
2015 р. — директор ПП «Цифрові рішення», приватний підприємець.
У 2002—2006 рр. та 2006—2009 рр. — був депутатом Червоноградської міської ради.
2011—2014 рр. — заступником міського голови Червонограда з питань діяльності виконавчих органів ради.
2015 р. — на вибори у жовтні йшов як приватний підприємець і самовисуванець, переміг з результатом 21,9 % голосів і став міським головою Червонограду.
Залівський був помічником нардепа 8-го скликання Ігоря Васюника.
Також Андрій Залівський значиться як керівник і засновник червоноградського міського осередку партії «Реформи і порядок».
2020 р. — переміг на місцевих на виборах Червоноградського міського голови з результатом 49,76 % голосів. Його висування підтримали партії Європейська Солідарність, Батьківщина, Свобода, Голос, Національний корпус, обласна організація партії УДАР.

## Сім'я
Дружина, Залівська Леся, працює у червоноградському міському управлінні освіти. Діти: донька Софія, сини Богдан та Роман.

## Критика, скандали
- У 2016 році Червоноградський міський суд зробив усне зауваження міському голові Андрієві Залівському, який під час першої сесії міськради призначив собі премію і надбавку[2].

## Нагороди
У грудні 2018 року отримав від президента Петра Порошенка Орден «За заслуги» III ступеня.